# Ernst Walter Ruhmer

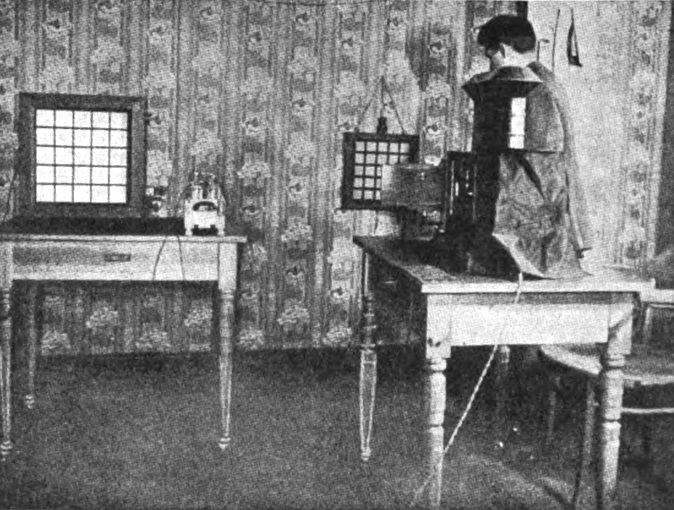
Ernst Ruhmer zeigt sein Fernsehsystem (1909)

Ernst Walter Ruhmer (* 15. April 1878 in Berlin; † 8. April 1913 ebenda) war ein deutscher Physiker und Pionier der Trägerfrequenztechnik.
In seinem physikalischen Laboratorium in der Berliner Friedrichstraße 248 verbesserte er die Selenzelle. Er unterscheidet harte und weiche Zellen.
Um 1900 ersann Ruhmer die erste Lichttonaufzeichnung und -wiedergabe Photographon (→Lichttonverfahren) über die er im Scientific American vom 29. Juli 1901 berichtete. Mit Tönen modulierte er eine Kohlebogenlampe, deren Licht er mit einer Filmkamera mit kontinuierlichem Filmtransport aufzeichnete.
Ab 1902 experimentierte er mit Lichttelegrafie und Lichttelefonie (→Lichttelegrafie) woraus 1904 ein so genanntes elektrolytisches Telefon entstand. Im Dezember  1902 hatten er und Salomon Kalischer das D.R.P. 151971 für ihr Verfahren zur Herstellung von photographischen Bildern durch Belichtung von elektrisch leitenden, mit Selen überzogenen Platten erhalten.
Er erhöhte die Reichweite des Bellschen Photophon auf 10 km und unternahm mit der Kriegs- und Schiffsbautechnischen Abteilung der Siemens-Schuckertwerke auf dem Wannsee erfolgreiche Experimente.
Danach beschäftigte er sich mit Röntgenstrahlentechnik und radioaktiven Stoffen. Nach 1905 wandte sich Ruhmer der Vielfach-Telefonie unter Verwendung des von ihm entwickelten „Telegraphons“ zu. 1908 baute er das erste Trägerfrequenzsystem zwischen seiner Wohnung und seinem Laboratorium auf. Bei dessen Vorstellung auf der Weltausstellung in Brüssel überbrückte er bereits eine Entfernung von 15 Kilometern.

## Werke (Auswahl)
Aufsätze
- Neue Apparate für Lichttelephonie. In: Jahrbuch für Photographie und Reproduktionstechnik, Band 17 (1903), Seiten 217–219, ISSN 0368-3583
- Der sprechende elektrische Flammenbogen und seine Verwendung zur „drahtlosen Telephonie“. In: Elektrotechnische Zeitschrift. Band 22 (1901), Seiten 196–198, ISSN 0424-0200
- Ueber das sprechende Licht. In: Physikalische Zeitschrift, Band 2 (1901), Seiten 325–328, ISSN 2366-9373
- Neue Sende- und Empfangsanordnung fur drahtlose Telephonie. In: Physikalische Zeitschrift, Band 2 (1901), Seiten 339–340, ISSN 2366-9373
- Neuere Versuche mit Lichttelephonie. In: Elektrotechnische Zeitschrift, Band 23 (1902), Seiten 859–862, ISSN 0424-0200

Bücher
- Das Selen und seine Bedeutung für die Elektrotechnik mit besonderer Berücksichtigung der drahtlosen Telephonie. F. und M. Harrwitz, Berlin 1902.[4]
- Neuere elektrophysikalische Erscheinungen: Nach zahlreichen Einzelveröffentlichungen zusammengestellt. Verlag „Der Mechaniker“, Berlin 1902.
- Radium und radioaktive Substanzen. Unter besonderer Benutzung eines von William J. Hammer vor dem American Institute of Electrical Engineers und der American Electrochemical Society am 17. April 1903 gehaltenen Vortrags. Harrwitz, Berlin 1904.
- Konstruktion, Bau und Betrieb von Funkeninduktoren und deren Anwendung, mit besonderer Berücksichtigung der Röntgenstrahlen-Technik. Nebst e. Anhang „Kurzer Überblick über der Grundzüge der Röntgentechnik des Arztes Dr. Carl Bruno Schürmayer Hannover“. Hachmeister & Thal, Leipzig 1904.[5]
- Drahtlose Telephonie. Selbstverlag, Berlin 1907 (gedruckt bei Hachmeister & Thal, Leipzig)
  - Englisch: Wireless telephony in theory and practice. Crosby Lockwood & Son, London 1908 (übersetzt von James Erskine Murray)